# Fawzia Zouari
Pour les articles homonymes, voir Zouari.
Fawzia Zouari (arabe : فوزية الزواري), née le 10 septembre 1955 à Dahmani, est une écrivaine et journaliste franco-tunisienne.

## Biographie
Elle naît le 10 septembre 1955 à Dahmani, à une trentaine de kilomètres au sud-est du Kef, au sud-ouest de Tunis, au sein d'une fratrie de six sœurs et quatre frères. Son père est un cheikh, propriétaire terrien et juge de paix.  Elle est la première des filles à ne pas être mariée adolescente et à pouvoir mener des études. En 1974, elle obtient son baccalauréat, puis poursuit ses études à la faculté de Tunis[Laquelle ?].
En septembre 1979, elle s'installe à Paris pour son doctorat en littérature française et comparée de l'université Sorbonne-Nouvelle.
Elle travaille durant dix ans à l'Institut du monde arabe — à différents postes dont celui de rédactrice du magazine Qantara — avant de devenir journaliste à l'hebdomadaire Jeune Afrique en 1996.
La Caravane des chimères, publié en 1989 et qui reprend le sujet de sa thèse, est consacré au parcours de Valentine de Saint-Point, petite-nièce d'Alphonse de Lamartine, égérie du futurisme, qui a voulu réconcilier l'Orient et l'Occident, et s'est installée au Caire après s'être convertie à l'islam,,. Ses ouvrages suivants évoquent, pour la plupart, la femme maghrébine installée en Europe occidentale. Ce pays dont je meurs, publié en 1999 et inspiré d'un fait divers, raconte de façon romancée la vie de deux filles d'ouvrier algérien, déracinées aussi mal à l'aise dans leur société d'origine que dans leur pays d'accueil,. La Retournée, roman publié en 2002, narre sur un ton ironique la vie d'une intellectuelle tunisienne vivant en France et qui ne pourrait plus retourner dans son village natal. Elle imbrique dans ce récit des termes arabo-berbères, sans équivalent sémantique exact en français ; cet ouvrage est réédité en version de poche en 2006. La même année paraît La Deuxième épouse, mettant en scène trois femmes maghrébines fréquentées simultanément par le même homme, et inspiré là encore d'un fait divers.

## Prix
Le 6 décembre 2016, elle reçoit le prix des cinq continents de la francophonie, pour son livre Le Corps de ma mère. Elle avait déjà reçu une mention spéciale dans le cadre de ce prix en 2003, pour le roman La Retournée. La Deuxième Épouse se voit décerner en 2007 le Comar d'or, principale distinction littéraire en Tunisie,.

## Œuvres

### En allemand
- (de) Das Land, in dem ich sterbe : die wahre Geschichte meiner Schwester, Berlin, Ullstein Taschenbuchvlg, 2000, 169 p. (ISBN 978-3-548-24995-7).

### En français
- La Caravane des chimères, Paris, Éditions de l'Olivier Orban, 1990, 345 p. (lire en ligne)[4],[6].
- Ce pays dont je meurs, Paris, Ramsay, 1999, 189 p. (ISBN 978-2-84114-456-3)[7],[13],[8].
- La Retournée, Paris, Ramsay, 2002, 320 p. (ISBN 978-2-84114-546-1)[6].
- Le Voile islamique : histoire et actualité, du Coran à l'affaire du foulard, Lausanne, Éditions Favre, 2002, 196 p. (ISBN 978-2-8289-0683-2).
- Pour en finir avec Shahrazad, Tunis, Cérès, 2003, 137 p. (ISBN 978-9973-19-292-9).
- Ce voile qui déchire la France, Paris, Ramsay, 2004, 268 p. (ISBN 978-2-84114-685-7).
- La Deuxième épouse, Paris, Ramsay, 2006, 321 p. (ISBN 978-2-84114-820-2).
- Pour un féminisme méditerranéen, Paris, Éditions L'Harmattan, 2012, 102 p. (ISBN 978-2-296-99428-7, lire en ligne).
- Je ne suis pas Diam's, Paris, Éditions Stock, 2015, 158 p. (ISBN 978-2-234-08094-2)[14],[15].
- J'ai épousé un Français, Monaco, Éditions du Rocher, 2016 (ISBN 978-2-268-06717-9)[3].
- Le Corps de ma mère : récit, Paris, Éditions Joëlle Losfeld, 2016, 231 p. (ISBN 978-2-07-266977-4).
- Douze musulmans parlent de Jésus, Paris, Éditions Desclée de Brouwer, 2017, 161 p. (ISBN 978-2-220-08509-8).
- J'avais tant de choses à dire encore : entretiens avec Fawzia Zouari, Paris, Desclée de Brouwer, 2017, 124 p. (ISBN 978-2-220-08612-5).Entretiens avec Malek Chebel
- Valentine d'Arabie : la nièce oubliée de Lamartine, Monaco, Éditions du Rocher, 2020, 336 p. (ISBN 978-2-268-10486-7).
- Par le fil je t'ai cousue, Paris, Plon, 2022, 364 p. (ISBN 978-2-259-30810-6).